# フランシスコ・ガルベス
フランシスコ・ガルベス（Francisco Galvez、1575年ころ - 1623年12月4日）は、江戸時代初期に来日したスペインのフランシスコ会宣教師である。

## 生涯
カスティーリャ王国のバレンシア（現在はバレンシア州の州都）に生まれる。後にフランシスコ会士となり、スペイン領東インド（現在のフィリピン）に渡る。ルソン島にて日本語を習得し聖人伝の翻訳に携わった。
1605年（慶長10年）頃に来日。堺に所在した聖アントニオ修道院の院長等を歴任し布教活動を行った。1614年（慶長19年）、キリシタン追放令が発令され、滞日中の宣教師が海外追放処分となった。
1617年（元和3年）に再来日し、同じフランシスコ会士であったルイス・ソテロが執筆した書簡を、後に支倉常長を派遣したことで知られる伊達政宗に送る。当時滞日していたディエゴ・デ・サン・フランシスコやディエゴ・デ・ラ・クルス・デ・パロマレス、ペドロ・バウチスタ・ポレス・イ・タマヨ、イグナシオ・デ・ヘススらと共に江戸を中心に再度布教活動を行っていた。
鎌倉で捕縛され、1623年12月4日（元和9年10月13日）にイタリア出身のイエズス会宣教師であったジロラモ・デ・アンゼリスや日本人キリシタンの原胤信（主水）らと共に処刑され殉教した（江戸の大殉教）。